# قاسم أفندي المفتي
الملا قاسم أفندي محدث وفقيه وأديب وعالم من عائلة المفتي، في العراق، وهي أسرة لها جذورها الدينية حيث توارثت مهنة الافتاء ومعروف مركزها الاجتماعي في قضاء عنة، ونسبه هو قاسم بن محمد بن عبد الله آل عريم العاني الذي يرتبط نسبه بآل جفال، ويرتبط نسبهم بسلالة الإمام علي بن أبي طالب، ولقد ولد الملا قاسم المفتي في قضاء عنة في محافظة الأنبار غرب العراق، في نهاية القرن الثامن عشر (1790 - 1795م) تقريبا حيث قال الشيخ أحمد الراوي إنه درس عنده علوم الفقه وقد تجاوز عمره المائة بسنوات، وكان الملا قاسم فقيها، عالما بأحكام الدين وشغل منصب أمين فتوى ولاية بغداد في عهد الدولة العثمانية، ثم حاز على منصب مفتي قضاء عنة في محافظة الأنبار، وعاصر ثلاثة من أكابر علماء بغداد وهم؛ الشيخ أبو الثناء الآلوسي والشيخ محمد أمين أفندي الزند والشيخ محمد فيضي الزهاوي، ولقد أخذ الإجازة العامة من الشيخ أبو الثناء الآلوسي والشيخ عيسى البندنيجي، وكان الملا قاسم حسن الصوت قارئ للقرآن يعرف بعلم القراءات السبع للقرآن، وكان لهُ دوراً بارزاً في التعليم بالمدارس الدينية في قضاء عنة، ولقد درس عندهُ الكثير من شباب عنة بمختلف علوم الدين وتخرج منهم العلماء والأدباء. ولا زالت كتبه ومؤلفاته المخطوطة والمطبوعة محفوظة في المكتبات ببغداد ومنها مكتبة جامع مرجان، ومكتبة الأوقاف العامة، وتوجد نسخة مخطوطة بيده من كتاب دلائل الخيرات محفوظة في مكتبة الحضرة القادرية.

## من تلامذته
لقد أخذ عنه إجازة العلم الكثير من علماء العراق، ومنهم الشيخ نعمان الآلوسي، ومن أشهر تلاميذه الشيخ أحمد بن محمد أمين الراوي (1300هـ - 1386هـ) -(1882- 1966م).
ولقد قال الشيخ احمد الراوي في مذكراته عن شيخه الملا قاسم التالي: «ثم أرسلني أبي إلى المدرسة الدينية عند الشيخ قاسم أفندي آل عريم مفتي قضاء عنه وهو (رحمه الله تعالى) من أكابر العلماء وصار يقرئني بنفسه مع إن المبتدئين عنده من أمثالي يقرأون عند طلبته الكبار،  فقرأت عليهِ الأجرومية مع إعرابها للشيخ الشبراوي، واحفظني خمس مائة بيت من ألفية ابن مالك، يشترط علي (رحمة الله عليه) حفظ سبعة أبيات في اليوم فأحفظها مع درس الأجرومية عن ظهر قلب ولله الحمد، وكان يقول رحمة الله عليه : الحفظ في الصغر كالنقش في الحجر».

## من أولاده
ولديه خمسة من الأولاد كلهم كانوا من العلماء وهم:
- عبد الكريم بن قاسم، مفتي قضاء الميادين من أعمال دير الزور في عهد الدولة العثمانية.
- أحمد عارف بن قاسم، مفتي قضاء عنه في عهد الدولة العثمانية.
- عبد الغفور بن قاسم، وكان يشغل منصب قاضي في المحاكم الشرعية ببغداد.
- محمد أمين بن قاسم، وكان من طلبة العلم والحريصين عليه، واشتغل في العلوم الشرعية والفقهية، وكان يعمل بمنصب أمين للفتوى عند والده.
- محمد سعيد بن قاسم، وكان أيضا من طلبة العلم الشرعي ولقد توفي في حياة والده.

## وفاته
توفي الملا قاسم أفندي المفتي في عنة، في عام 1318هـ/1900م، عن عمر ناهز المائة عام، وقيل تجاوز المائة والعشرين عاما، وشيعه جمع غفير من طلابه في موكب مهيب حضره أعيان البلدة وعلماؤها، ودفن في مقبرة قضاء عنة.

## صور

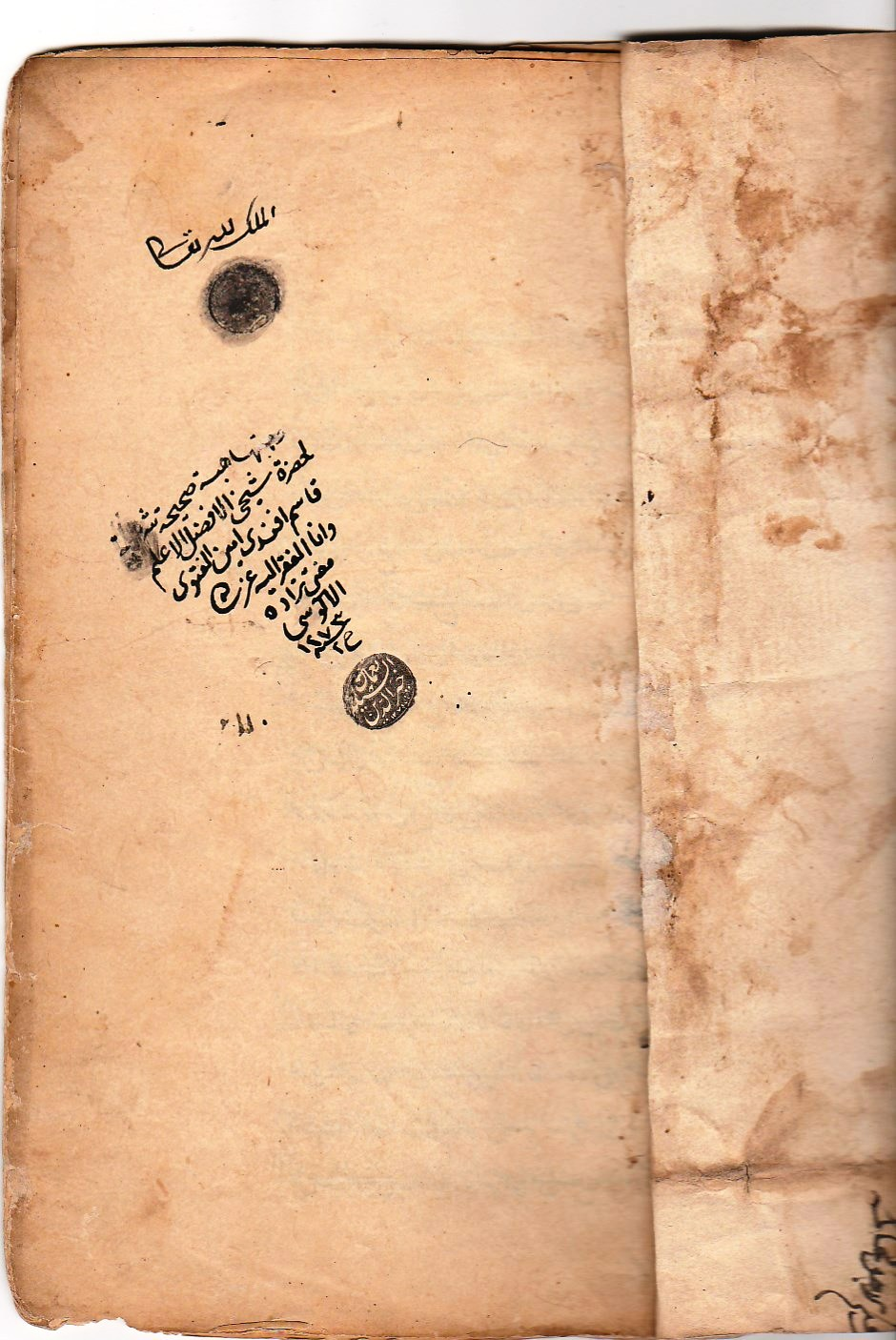
غلاف مخطوط كتب عليه اهداء الشيخ نعمان الآلوسي إلى إستاذه قاسم أفندي المفتي في عام 1273هـ/1856م
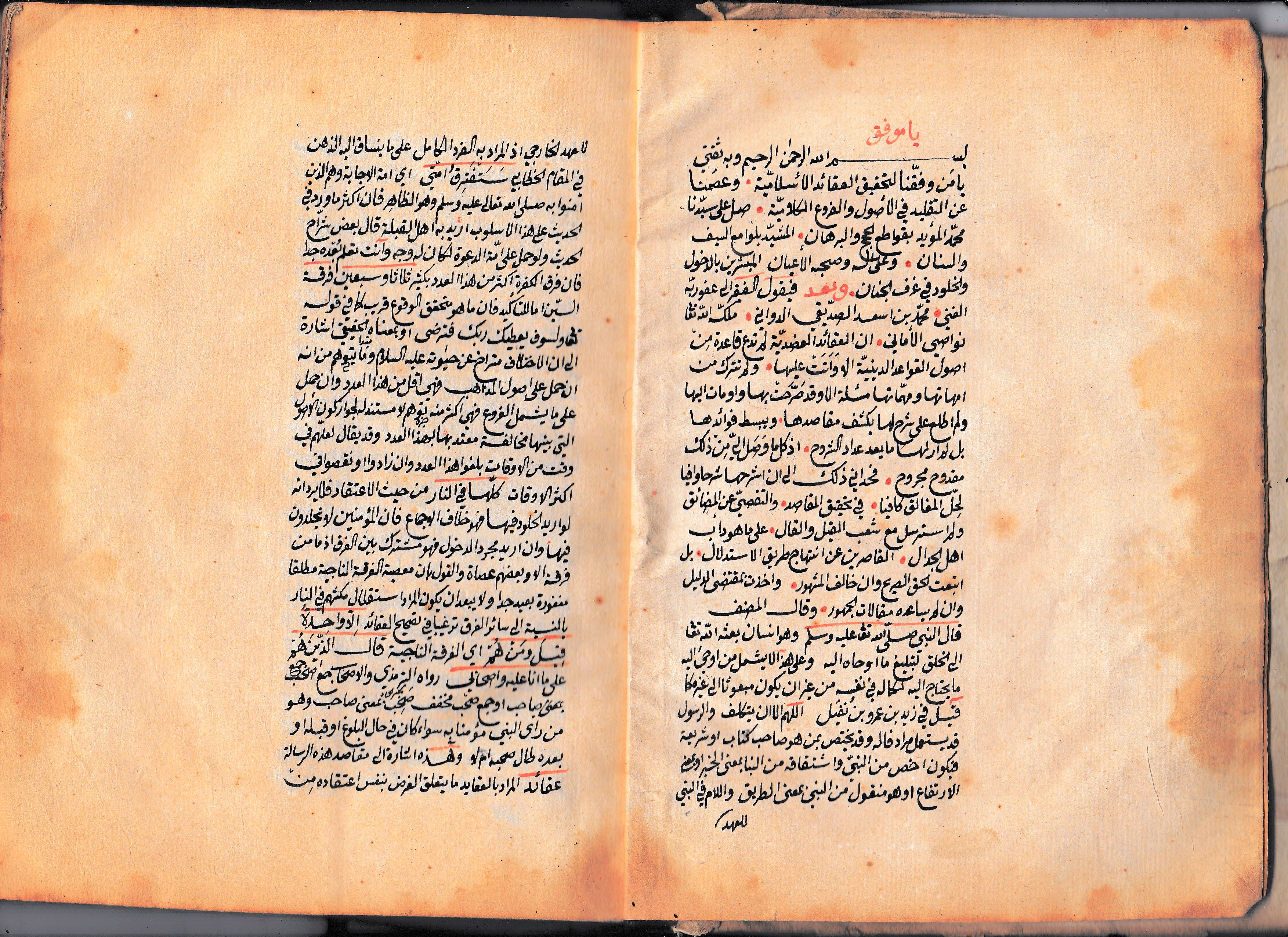
صفحة من كتاب في شرح العقيدة الإسلامية كتب بخط يد الملا قاسم عام 1248هـ/ 1832م
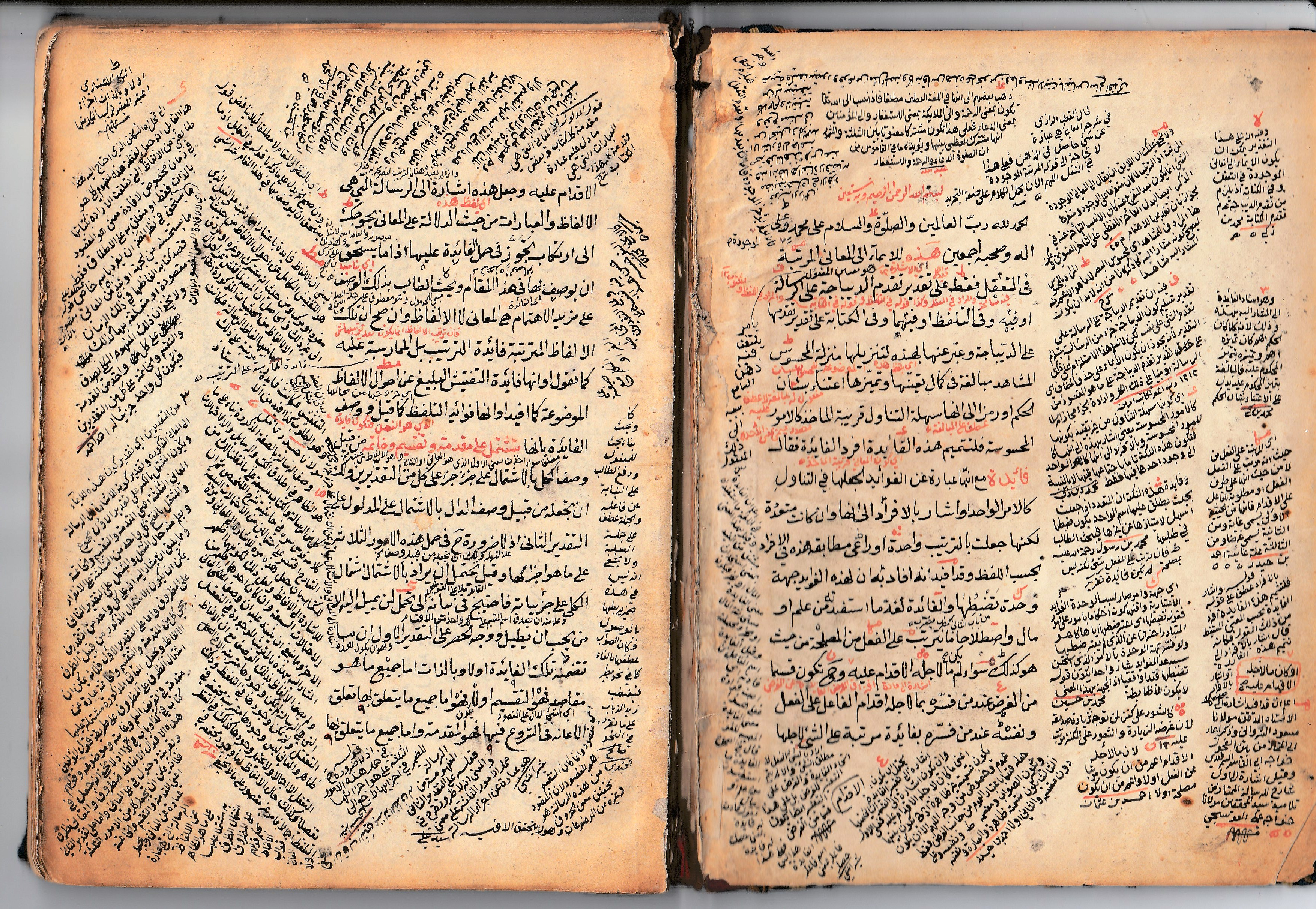
كتاب في علم اللغة العربية من ضمن كتب ومخطوطات ملا قاسم كتبه والده له بخط يده في عام 1257هـ/ 1841م
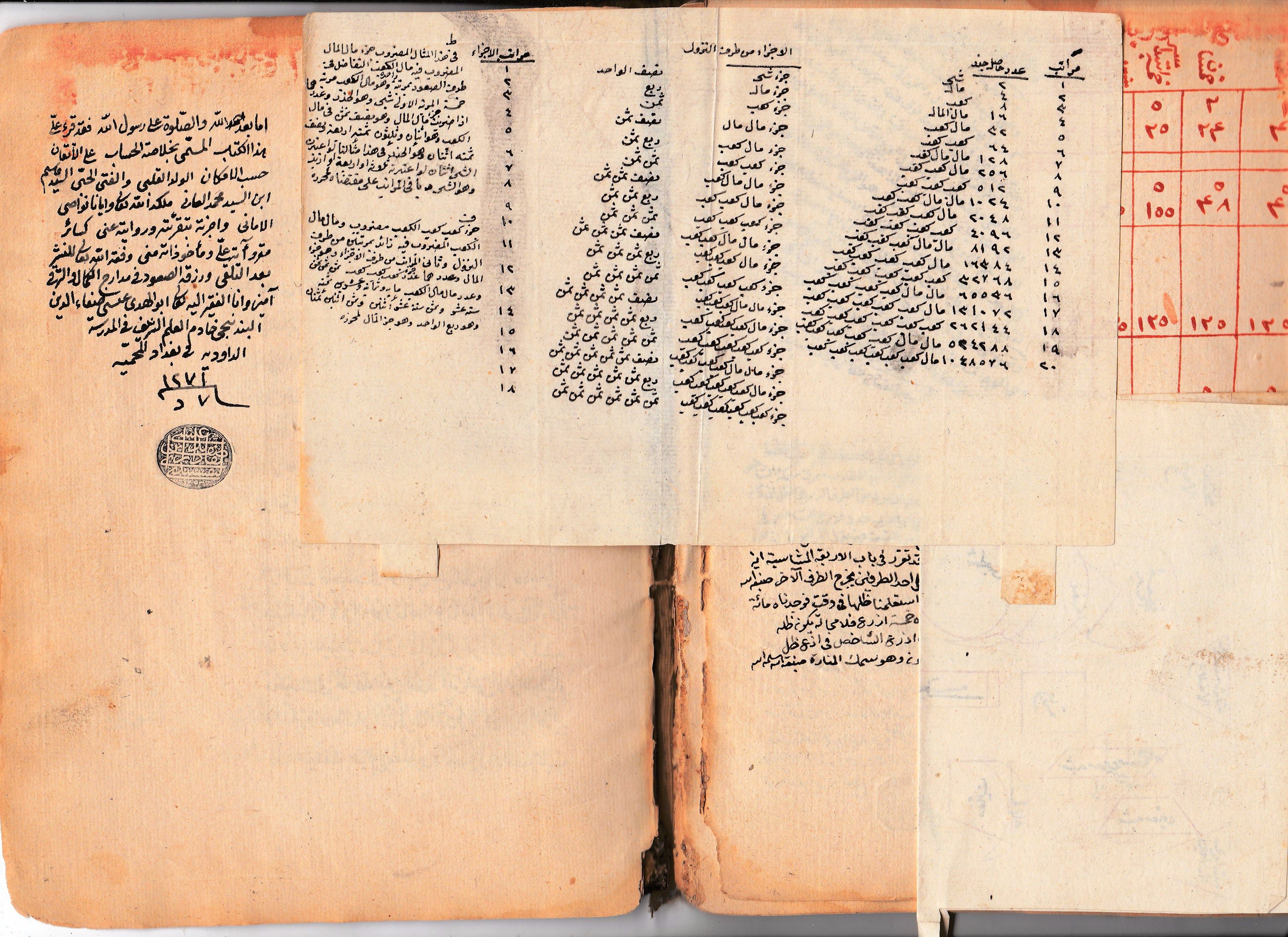
تعليق وختم الشيخ عيسى البندنيجي على مخطوط كتاب (خلاصة الحساب)، ويكتب اسم تلميذه قاسم بن السيد محمد العاني ويعطيه إجازة في قراءة الكتاب وختمه في عام 1271هـ/1854م في المدرسة الداودية في بغداد
ختم قاسم المفتي على الصفحة الاولى لمخطوط من تأليفه في عام 1258هـ/ 1842م
الصفحة الأولى من مخطوط تأليف قاسم المفتي
الصفحة الأخيرة من مخطوط تأليف قاسم المفتي وذكر فيها تاريخ كتابته للمخطوط عام 1258 هجري
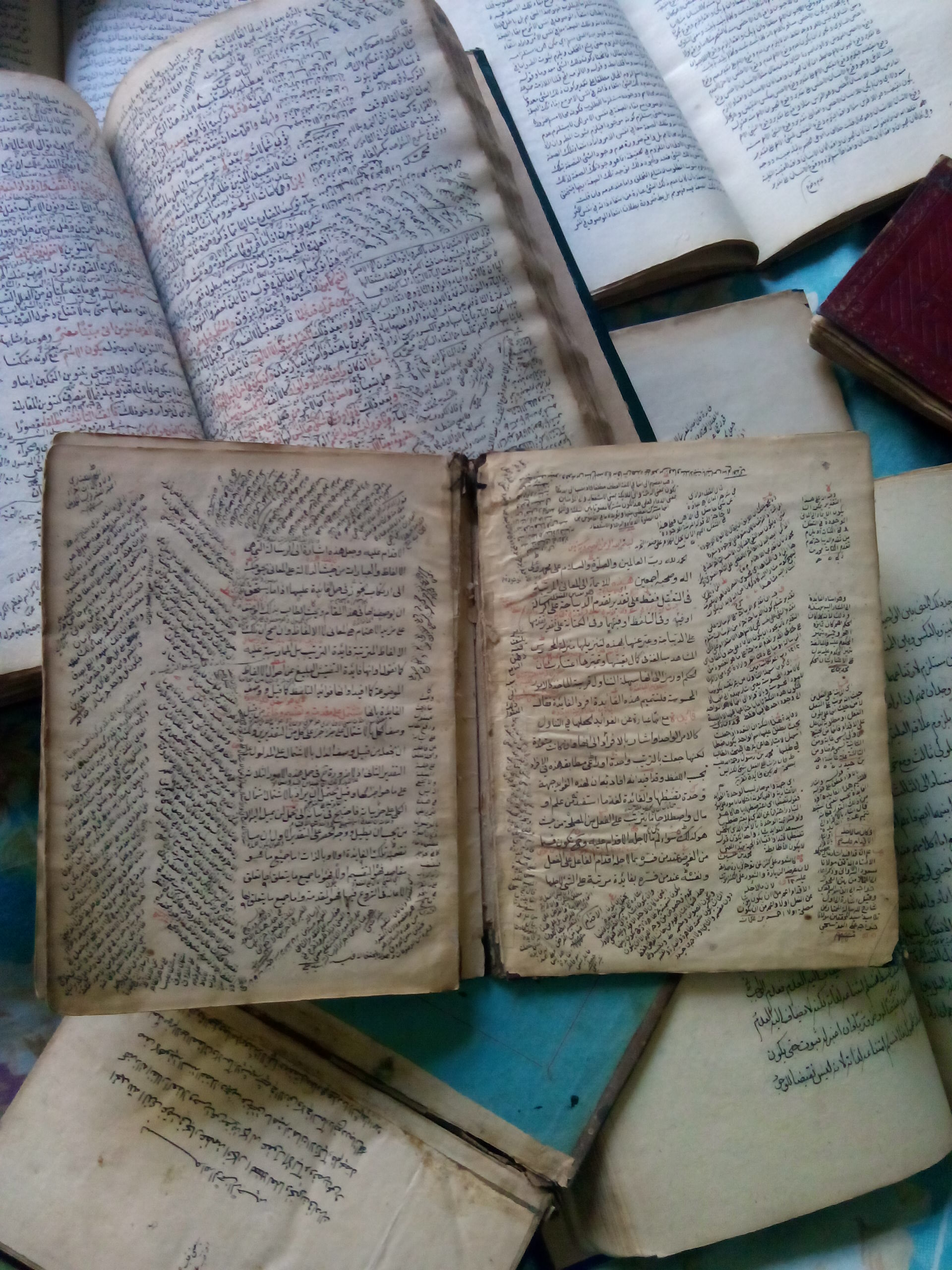
مجموعة من المخطوطات من تأليف الشيخ قاسم أفندي المفتي